# Schüler-Ingenieur-Akademie

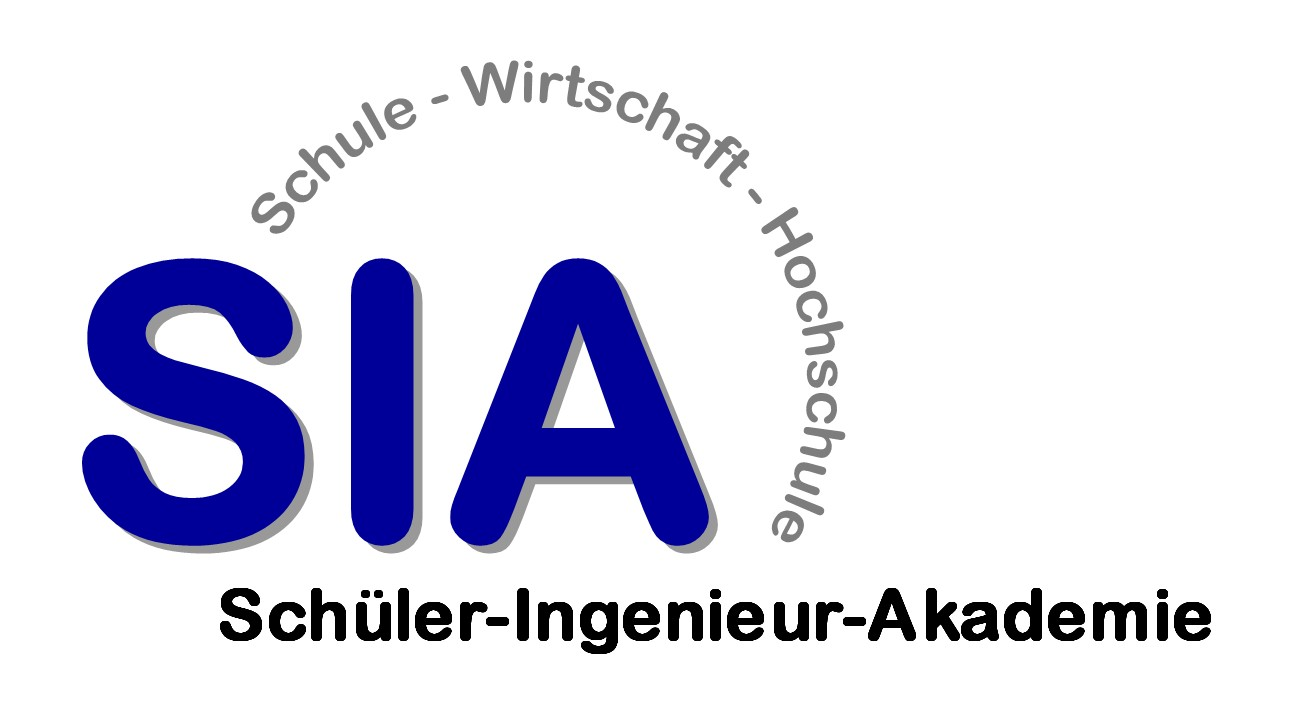
Das allgemein verwendete Logo der Schüler-Ingenieur-Akademie

Die Schüler-Ingenieur-Akademie (SIA) ist ein Kooperationsmodell von Schulen, Hochschulen und Unternehmen, mit dem ein Forum aufgebaut werden soll, in dem sich Lehrer, Professoren, betriebliche Führungskräfte und Schüler treffen und austauschen können. Die SIA gibt es bereits seit dem Jahr 2000. Dabei fördert die SIA speziell naturwissenschaftlich und technisch interessierte und talentierte Gymnasiasten und eröffnet diesen somit Perspektiven für eine berufliche Zukunft im Bereich der Ingenieurwissenschaften.

## Ziele
Vorrangig ist es das Ziel, den Berufs- und Studienwahlprozess zu unterstützen und die Attraktivität des Studiums von Mathematik, Informatik, Naturwissenschaften und Technik zu fördern. Besonders soll das Interesse an einem Ingenieurstudium vergrößern werden, da in den letzten Jahren in der Bundesrepublik immer wieder die Diskussion um einen Mangel an Ingenieuren aufkam. In praktischen sowie theoretischen Übungen und Projekten werden innerhalb der SIA fachübergreifende Themen aus den Bereichen Maschinenbau, Elektronik bzw. Elektrotechnik, Mechatronik, Energietechnik, Sensorik, Informationstechnik und Betriebswirtschaftslehre bearbeitet, um die teilnehmenden Schüler speziell in diesen Gebieten zu sensibilisieren.
Außerdem sollen bei Schülern der gymnasialen Oberstufe das Interesse für technische Gebiete geweckt werden, das selbstständige Lernen gefördert und Kompetenzen wie Schlüsselqualifikationen weiterentwickelt werden. Weiterhin ist eine Vertiefung von Kenntnissen im Umgang mit modernen Massenmedien sowie Methodentraining bei Projektarbeit, wissenschaftlicher Dokumentation und Präsentationen ein Bestandteil der Arbeit in einer Schüler-Ingenieur-Akademie.
Die Kooperation und Vernetzung zwischen den Gymnasien, den Hochschulen und der Wirtschaft soll eine umfassende Berufsorientierung für technische Berufsbilder ermöglichen und detaillierte Einblicke in das Ingenieursstudium geben. Vor allem soll aber auch eine stärkere Zusammenarbeit zwischen Schulen und Unternehmen geschaffen werden, damit eine praxisorientierte Schulausbildung gegeben werden kann.

## Geschichte
Die Idee der SIA wurde in Baden-Württemberg geboren. Dabei war die SIA die Antwort auf Diskussionen um fehlenden Ingenieurnachwuchs, frühzeitige Studien- und Berufsorientierung, Vernetzung von Schulen, Hochschulen und Industrie sowie um neue Methoden praxisorientierten Lernens. Nach einer längeren konzeptionellen Vorarbeit wurde die erste SIA im September 2000 mit 24 Teilnehmern vom Hellenstein- und Max-Planck-Gymnasium  in Heidenheim an der Brenz mit der Unterstützung von Südwestmetall, dem Verband der Metall- und Elektroindustrie Baden-Württemberg e. V. gegründet.
Nach dem Start des Pilotprojekts in Heidenheim entstanden in den folgenden Jahren weitere Schüler-Ingenieur-Akademien in ganz Baden-Württemberg. Die SIA konnte flächendeckend eingeführt und die Zahl der beteiligten Gymnasien deutlich erhöht werden. Auch die Anzahl der der beteiligten Unternehmen konnte sich vergrößern, so konnte die SIA Firmen wie Microsoft, Siemens Power Generation, Thyssen Krupp Steel AG, Robert Bosch GmbH, oder Hewlett-Packard für sich gewinnen.
Im Jahr 2003 gab es neun, 2004 schon doppelt so viele und schließlich 2006 insgesamt 29 Akademien in Baden-Württemberg, beispielsweise in den Städten Mannheim, Karlsruhe, Stuttgart, Ulm, Reutlingen, Singen, Freiburg, Göppingen und Heilbronn. 2007 konnte man die Anzahl der SIAs nochmals vergrößern, Tendenz steigend.
Südwestmetall konnte nach der erfolgreichen Erprobung der SIA zusammen mit der Deutschen Telekom Stiftung, die bundesweit das SIA-Modell fördert, die guten Erfahrungen auch in andere Bundesländer bringen. So war der Verband Pate beim Transfer der SIA-Idee nach Thüringen im Jahr 2007, wo inzwischen SIA-Netzwerke in Erfurt, Schmalkalden, Eisenach und Ilmenau unter der Federführung des Bildungswerkes der Thüringer Wirtschaft e. V. aufgebaut wurden. Auch in Nordrhein-Westfalen gibt es seit 2007 SIAs in Duisburg oder Gelsenkirchen, im Land Niedersachsen u. a. in Hannover und Braunschweig, im Land Brandenburg seit 2008.

## Das Modell
Es gibt Schüler-Ingenieur-Akademien in ganz Deutschland. Dementsprechend sind, genauso verschieden wie die Orte, an denen die SIA durchgeführt wird, auch die Rahmenbedingungen zum Teil sehr unterschiedlich.
So nehmen an machen Schulen bereits Schüler der Klassenstufe 10, an anderen Gymnasien jedoch erst Schüler der Klassenstufe 12 an der SIA teil. Hierbei plant man in Zukunft eine bessere Trennung vorzunehmen. So gibt es bereits erste Erprobungen der Junior-Ingenieur-Akademie, ein Vorhaben mit gleicher Zielsetzung, das sich jedoch an die Klassen 9 und 10 richten soll. Darüber hinaus gibt es in einigen Bundesländern einen Gesamtplan, der vorsieht, schon im Kindergarten und in der Grundschule Kinder an Technik heranzuführen.
Auch die Dauer und Wertung der verschiedenen SIAs ist unterschiedlich. Manche SIAs dauern ein Schuljahr, andere wiederum drei. Einige Schüler-Ingenieur-Akademien werden direkt mit Benotung in das Abiturzeugnis eingebunden, andere sind mit der Erstellung einer Seminarfacharbeit verknüpft und wieder andere schlagen sich überhaupt nicht in den Noten nieder. Manche SIAs werden direkt mit einer bestimmten Anzahl an Wochenstunden in den Unterricht eingebaut, andere sind modulartig aufgebaut oder finden sogar außerhalb des regulären Unterrichtes statt.
Die Teilnehmerzahl schwankt ebenfalls sehr stark. An einigen Gymnasien wirken deutlich unter 10 Schüler an einer SIA mit, an anderen Schulen ist das Interesse so groß, dass sich die Schüler separat um einen Platz in einer Schüler-Ingenieur-Akademie bewerben müssen. An manchen Schulen muss von den Schülern bzw. deren Eltern auch ein bestimmter Betrag gezahlt werden, um an einer SIA teilzunehmen, aber an vielen Gymnasien ist die Teilnahme kostenlos. Abhängig ist dies natürlich vom finanziellen Beitrag der Sponsoren und Partner der Schüler-Ingenieur-Akademie.
Die allgemeinen Zugangsvoraussetzungen sind, neben gutem Verhalten und angemessenen schulischen Leistungen, oft die Belegung bestimmter Ingenieur-relevanter Fächer. Zu diesen zählen Mathematik, Physik, Informatik und Chemie, seltener auch Biologie, Wirtschaft oder andere Fächer, die mit Technik zu tun haben, falls diese an den jeweiligen Gymnasien angeboten werden. Natürlich gibt es auch auf diesem Gebiet Unterschiede zwischen verschiedenen SIA-Netzwerken.
Auch die Aufgabenstellungen, die innerhalb einer Schülergruppe bearbeitet werden müssen, sind, genauso wie das Tätigkeitsfeld eines Ingenieurs, sehr unterschiedlich.
Arbeit mit digitaler Videotechnik, Bildverarbeitung, Steuerungs- und Regelungstechnik, Programmierung von Robotern und Sensoren, Energieerzeugung, dreidimensionales Design von Werkstücken, Kraftwerksproduktion, Stahlerzeugung und Metalltechnik, Aufbau einer Internetplattform, Scheinwerfertechnik, Lötkolbennetzteile, Halbleitertechnik, Netzwerks- und Kommunikationstechnik, Bau eines Tesla-Generators oder Entwicklung einer Wetterstation sind nur einige mögliche Aufgabengebiete. Dabei erhalten die Schüler die notwendige Unterstützung von Experten, also von Studenten bzw. Professoren, engagierten Lehrern und Mitarbeitern verschiedener Unternehmen.
In allen SIAs gehen der theoretische Stoff und die praktischen Übungen und Aufgaben weit über den normalen Lehrplan hinaus und bedeuten oft eine zusätzliche Belastung für die teilnehmenden Schüler sowie für alle anderen Mitarbeiter, die für das Funktionieren der SIA sorgen.

## Partner und Sponsoren
Die SIA lebt vom Engagement der Beteiligten: Gymnasien, Hochschulen und Unternehmen. Finanziell unterstützt wird sie dabei von Verbänden wie Südwestmetall, der Agentur für Arbeit, gemeinnützigen Organisationen wie der Deutschen Telekom Stiftung und von den Länderministerien. Hochschulen bieten fachspezifische Vorlesungen und Diskussionsrunden mit Experten an. Die Schüler erhalten darüber hinaus ein Bild von Ingenieurstudiengängen. Unternehmen bieten Einblicke in die Produktion und in die Ingenieurstätigkeiten. Zusätzlich können Schüler Betriebspraktika machen und an Schulungen zu Projektmanagement oder Teamentwicklung teilnehmen.
Die Anschaffung moderner Ausstattungen für die zukunftsorientierte Ausbildung tätigt die SIA mit Sponsorenmitteln. Wichtige Partner zur Verstärkung des Interesses von Schülern an Naturwissenschaft und Technik sind Gymnasien, durch Anpassung ihrer Curricula an Maßnahmen mit außerschulischen Kooperationspartnern.

## Teilnehmende Schulen
- Freiburg: Theodor Heuss Gymnasium Freiburg
- Freiburg: Goethe Gymnasium Freiburg
- Heubach: Rosenstein-Gymnasium Heubach
- Markdorf: Gymnasium BZM Markdorf